# Ron Bennett
Ronald „Ron“ Bennett (* 8. Mai 1927 in Hinckley; † Oktober 1997 in Maidstone) war ein englischer Fußballspieler.

## Karriere
Bennett wurde im Oktober 1944 als Amateur von den Wolverhampton Wanderers registriert, zuvor hatte er für die Burbage Old Boys gespielt; im Januar 1945 stieg er zum Profi auf. Aufgrund des Zweiten Weltkriegs war der offizielle Spielbetrieb pausiert, in den Ersatzwettbewerben kam Bennet erstmals im Mai 1945 gegen Aston Villa in der ersten Mannschaft zum Einsatz, in der Saison 1945/46 schlossen sich sechs weitere Auftritte an. Ab Dezember 1946 leistete er seinen Militärdienst bei der Royal Air Force ab, während seiner Stationierung in Kontinentaleuropa hatte er als Auswahlspieler für die Combined Services (British Armed Forces) Auftritte gegen Wrexham und die französischen Streitkräfte. Im Juli 1948 wurde sein Wechsel zum Erstligakonkurrenten FC Portsmouth bekannt, denen er mit seiner Demobilisierung ab September 1948 zur Verfügung stand. Bei Portsmouth blieb er hinter Jack Froggatt auf dem linken Flügel lange Zeit unberücksichtigt und kam beim Meisterschaftsgewinn 1948/49 nicht zum Einsatz, erst im Februar 1950 gab er sein Erstligadebüt (2:0 gegen Birmingham City), einen Monat später erzielte er beim 1:1-Unentschieden gegen Sunderland den zwischenzeitlichen Führungstreffer. Am Saisonende verteidigte Portsmouth erfolgreich den Meistertitel, Bennetts zwei Saisoneinsätze reichten aber nicht für den Erhalt einer Meisterschaftsmedaille.
Auch in den folgenden beiden Spielzeiten blieben die Einsatzzeiten von Bennett, der als „direkter Flügelspieler mit einem guten linken Fuß“ galt, hinter Froggatt und später Marcel Gaillard stark limitiert, sodass er sich im Januar 1952 dem Hauptstadtklub Crystal Palace anschloss. Für Crystal Palace kam er in der Football League Third Division South in den folgenden anderthalb Jahren zu 27 Ligaeinsätzen (5 Tore), bevor er im Tausch für Ken Bennett zum Ligakonkurrenten Brighton & Hove Albion ging. War er bei seinen vorangegangenen Stationen als Linksaußen aufgeboten, wurde er bei Brighton als Ersatz von Denis Gordon auf dem rechten Flügel in drei Partien aufgeboten, bevor er den Klub nach einem Jahr am Saisonende wieder verließ.
Anschließend setzte er seine Laufbahn im Non-League football fort, zunächst beim FC Tonbridge in der Southern League, für die er in zwei Jahren 23 Tore in 93 Pflichtspielen erzielte. Zur Saison 1956/57 schloss er sich dem FC Margate in der Kent League an, mit dem er sich 1956/57 für die Hauptrunde des FA Cups qualifizierte und dort beim Erstrundenerfolg über Dunstable Town als Torschütze erfolgreich war. Auch in der folgenden Saison stand Bennett, der als Standardspezialist für seinen harten Schuss bekannt war, mit Margate in der 1. Hauptrunde des FA Cups und unterlag dort zu Hause mit 2:3 Crystal Palace. Derweil errang man in der Liga die Vizemeisterschaft und unterlag auch im Kent League Cup erst im Finale. Mit der Ankunft von Ken Tucker verlor Bennett seinen Stammplatz und kam zu Beginn der Saison 1958/59 nur noch sporadisch zum Einsatz, bevor er den Klub im Oktober 1958 nach 28 Toren in 85 Pflichtspielen Richtung FC Folkestone verließ. Zum Wechsel hatte auch der Umstand beigetragen, dass Bennett von Teilen der Margate-Fans in den vorangegangenen Wochen regelmäßig ausgebuht wurde. In kurzen Abständen schlossen sich noch Engagements bei Chatham Town, Ashford Town, Deal Town und Hastings United an. Bennett ließ sich in Tonbridge nieder und arbeitete dort bis 1975, er verstarb 70-jährig im Oktober 1997.